# Olympische Sommerspiele 1932/Turnen – Tauhangeln (Männer)
Der Wettkampf im Tauhangeln der Männer bei den Olympischen Sommerspielen 1932 in Los Angeles fand am 10. August im Los Angeles Memorial Coliseum statt.
Olympiasieger wurde der US-Amerikaner Raymond Bass, vor seinen Landsmännern William Galbraith und Thomas Connolly. Die beiden übrigen Starter, Miklós Péter und Péter Boros aus Ungarn, belegten den vierten bzw. fünften Platz. Sie hatten lediglich von ihrem ersten Versuch Gebrauch gemacht und da dieser wesentlich langsamer gewesen war als die Versuche sämtlicher ihrer US-amerikanischen Konkurrenten, verzichteten sie auf ihre übrigen Versuche. Sowohl Bass als auch Galbraith und Connolly waren zum Zeitpunkt der Spiele Angehörige der United States Navy und gingen schließlich als Admiräle in den Ruhestand.

## Format
Alle Starter mussten ein acht Meter langes Seil so schnell wie möglich hinauf klettern. Jeder Starter hatte drei Versuche, die schnellste Zeit entschied dabei über die Endplatzierung.

## Ergebnisse
| Rang | Athlet            | Nation             | Versuch 1 | Versuch 2 | Versuch 3 | Beste Zeit |
| ---- | ----------------- | ------------------ | --------- | --------- | --------- | ---------- |
| 1    | Raymond Bass      | Vereinigte Staaten | 6,7 s     | 6,8 s     | 6,9 s     | 6,7 s      |
| 2    | William Galbraith | Vereinigte Staaten | 7,0 s     | 6,8 s     | 7,0 s     | 6,8 s      |
| 3    | Thomas Connolly   | Vereinigte Staaten | 7,1 s     | 7,0 s     | 7,2 s     | 7,0 s      |
| 4    | Miklós Péter      | Ungarn             | 11,5 s    | —         | —         | 11,5 s     |
| 5    | Péter Boros       | Ungarn             | 11,6 s    | —         | —         | 11,6 s     |